# Техническая документация
Техническая документация — набор документов, используемых при проектировании (конструировании), изготовлении и использовании объектов техники: зданий, сооружений, промышленных изделий, включая программное и аппаратное обеспечение.
В составе технической документации выделяют:
- конструкторские документы, включая чертежи, спецификации, пояснительные записки, технические отчеты, технические условия, эксплуатационные и ремонтные документы (регламенты, руководства и т. п.) и др.[2];
- технологические документы, включая документы, необходимые для организации производства и ремонта изделия;
- программные документы, сопровождающие программы для электронно-вычислительных машин (программные средства), в том числе, программные изделия в составе киберфизических систем.

К технической документации также могут быть отнесены техническая литература, стандарты на объекты техники, электронные технические данные, используемые не в форме документов.

## Стандарты
- Единая система конструкторской документации (ЕСКД)
- Единая система программной документации (ЕСПД)
- Единая система технологической документации (ЕСТД)
- Единая система технологической подготовки производства (ЕСТПП)